# Gianni Berengo Gardin
Pour les articles homonymes, voir Berengo et Gardin.
 (août 2025).
Si vous disposez d'ouvrages ou d'articles de référence ou si vous connaissez des sites web de qualité traitant du thème abordé ici, merci de compléter l'article en donnant les références utiles à sa vérifiabilité et en les liant à la section « Notes et références ».
Gianni Berengo Gardin (né à Santa Margherita Ligure le 10 octobre 1930 et mort le 6 août 2025 à Gênes) est un photographe et un photojournaliste italien.

## Biographie

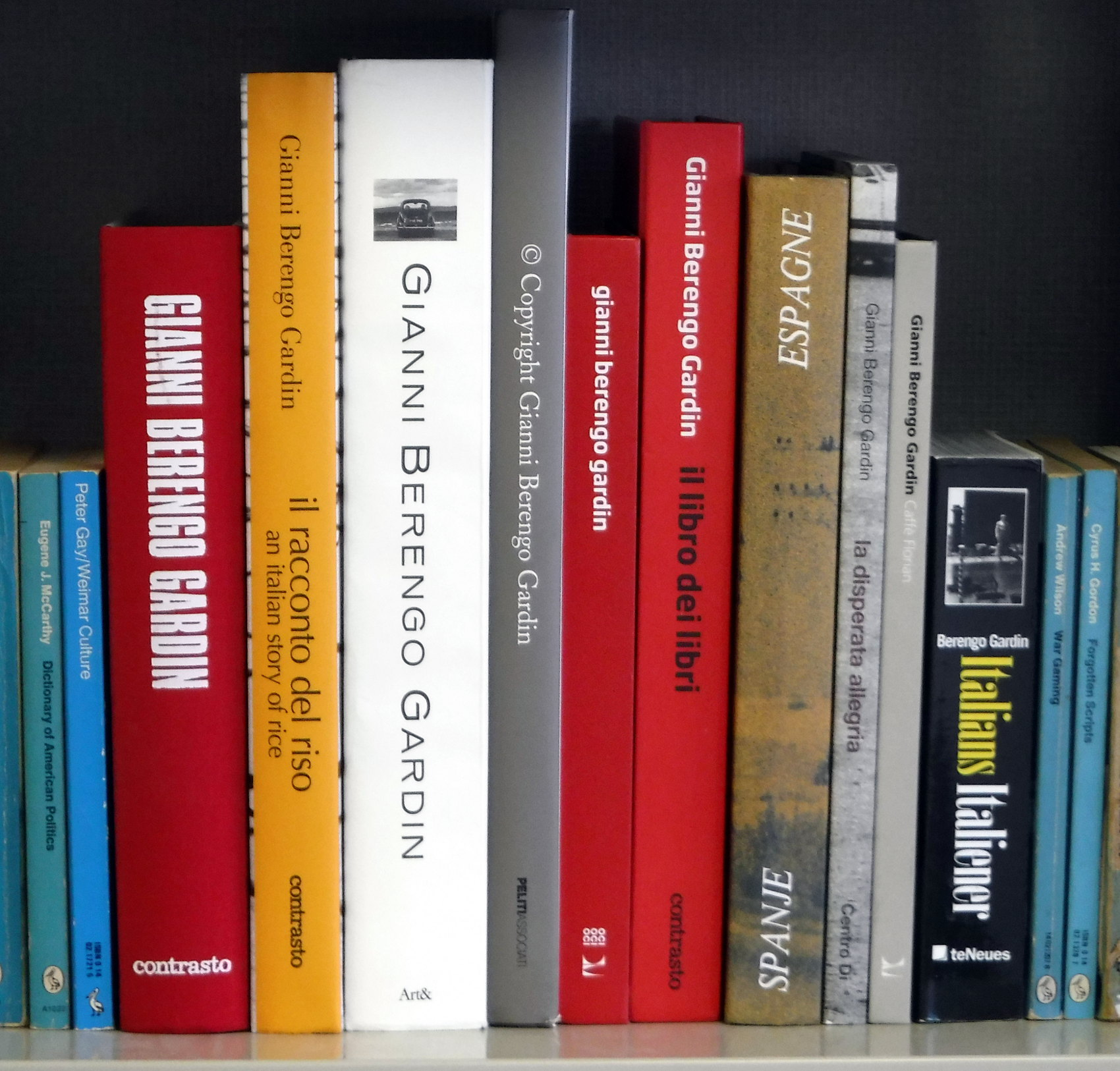
Des livres de Gianni Berengo Gardin.

Gianni Berengo Gardin est né en 1930 à Santa Margherita Ligure, près de Gênes. Il fait des études d'architecture à Venise. Il devient rédacteur pour  des revues d'aéronautique et s'intéresse à la photographie par ce biais. Il est membre du club de photo amateur La Gondola.
Gianni Berengo Gardin a travaillé en Italie mais aussi à Paris et en Suisse. Outre son travail de photographe, il a publié de très nombreux ouvrages sur la photographie.
Il a débuté la photographie en 1954 et s'est tourné vers le photojournalisme en 1965. Il a collaboré avec le journal Il Mondo de Mario Pannunzio (it) et les principales revues nationales et internationales comme Domus, Epoca, L'Express, Time, Stern et Le Figaro.
Au début des années 1950, il passe quelques mois à Paris dans le club de photo amateur le 30x40 où il fait la rencontre de Willy Ronis, Robert Doisneau et Édouard Boubat.
Sa manière caractéristique de photographier, son œil attentif sur le monde et les différentes réalités, de l'architecture au paysage et à la vie quotidienne, lui ont permis d'obtenir un succès international et ont fait de lui un photographe très demandé sur le marché de la communication par l'image.
En 1965 il s'établit à Milan où il travaille pour Olivetti, pour les architectes Carlo Scarpa et Renzo Piano. Il poursuit les reportages humanistes, notamment avec un reportage sur le milieu des hôpitaux psychiatriques avec la journaliste Carla Cerati. Ce reportage donnera lieu à un livre Morire de classi en 1969. Ce livre dépeint la réalité  carcérale du milieu psychiatrique.
Procter & Gamble et Olivetti ont utilisé plusieurs fois ses photographies pour promouvoir leur image. Son amitié avec l'architecte Carlo Scarpa lui a permis de documenter plusieurs œuvres de celui-ci comme la tombe Brion près de Trévise.
Des centaines d'expositions à travers le monde ont montré son travail et sa créativité : au Museum of Modern Art à New York, au George Eastman House de Rochester, à la Bibliothèque nationale de France, aux rencontres d'Arles, au mois de la Photo à Paris, dans les galeries du FNAC.
En 1991, une grande rétrospective a été organisée par le musée de l'Élysée à Lausanne et, en 1994, ses photographies ont figuré dans l'exposition consacrée à l'art italien au musée Guggenheim de New York.
Gianni Berengo Gardin a publié plus de 150 ouvrages sur la photographie. Parmi ceux-ci, Venise des Saisons, Morire di classe (avec Carla Cerati) , L'occhio come mestiere, Toscana, Francia, Gran Bretagna, Roma, Dentro le case, Dentro il lavoro, Scanno, Il Mondo, Un paese vent'anni dopo (avec Cesare Zavattini), In treno attraverso l'Italia (avec Ferdinando Scianna et Roberto Koch), ainsi que le grand livre d'anthologie intitulé Gianni Berengo Gardin Fotografo (1990), reportage en Sardaigne 1968/2006 (Imago edizioni 2006).
Dans les années 1990, il a consacré ses travaux à la communauté des gitans en Italie et le Disperata Allegria - vivere da Zingari a Firenze a remporté, en 1995, le prix Oskar-Barnack qu'il reçoit durant les Rencontres de la photographie d'Arles,. Son dernier livre est Italiani (Federico Motta Editore, 1999).
Ses dernières expositions se sont déroulées à New York (1999 - Leica Gallery) et en Allemagne (2000). En 2005, la Federazione Italiana Associazioni Fotografiche (FIAF) lui a consacré une monographie dans la collection de livres Grandi Autori. En novembre 2007, la FIAF a publié la monographie L'Abruzzo dei fotografi qui contient dix de ses photographies de L'Aquila ainsi qu'une interview.
En décembre 2007, à l'occasion de la Lucca Digital Photo Festival, il expose à Lucca son dernier travail Aiutiamo la Casa del Sole.
Gianni Berengo Gardin vivait à Milan et était membre, depuis 1990, de l'agence photographique Contrasto ainsi que du cercle La gondola de Venise.

## Récompenses et distinctions
Le 18 octobre 2008, Gianni Berengo Gardin reçoit le prix Lucie Awards pour sa carrière et pour ses mérites professionnels, ainsi qu'un prix personnel délivré par le Palazzo Pichi Sforza de Sansepolcro (province d'Arezzo),.
- 1995 : prix Oskar-Barnack.

## Collections, expositions
Gianni Berengo Gardin présent dans les plus grandes collections et a exposé dans les lieux les plus prestigieux :
- 1987 : Rétrospective Gianni Berengo Gardin, Rencontres d'Arles, France
- George Eastman House
- Musée de l'Élysée de Lausanne
- MOMA, à New York
- Bibliothèque nationale de France